# Viaggio in Germania del Duca e Duchessa di Windsor nel 1937
Edoardo, Duca di Windsor, e Wallis, Duchessa di Windsor, visitarono la Germania nazista nell'ottobre del 1937.

## Storia
Dopo aver abdicato al trono britannico nel dicembre del 1936 in favore del fratello Giorgio VI, ottenne il titolo di Duca di Windsor e sposò Wallis Simpson nel giugno del 1937. Durante questo periodo sembrò dimostrare solidarietà con la Germania, e nel settembre dello stesso anno annunciò la sua intenzione di viaggiare privatamente per visitare le fabbriche tedesche.
La decisione del viaggio, ufficialmente intrapreso per studiare le condizioni economiche e sociali della classe proletaria, contrastava con il clima di guerra che permeava le relazioni fra le diverse potenze europee in quegli anni. I sostenitori del duca credevano che potesse agire come mediatore per riconciliare le posizioni politiche di Germania e Regno Unito, ma il governo britannico si rifiutò di rendere ufficiale tale ruolo e si oppose al viaggio del duca, credendo che il governo nazista avrebbe sfruttato quest'ultimo come strumento di propaganda. Il duca desiderava inoltre che sua moglie, rifiutata dall'establishment britannico, compisse con lui un viaggio di stato nel ruolo ufficiale di sua consorte, promettendo in cambio di mantenere un basso profilo.
Il viaggio si svolse fra il 12 e il 23 ottobre 1937.